# Kang Ling
Kang Ling, né le 14 mars 1997 à Jiangsu en Chine, est un pilote automobile chinois.

## Carrière
En 2018, pour la première fois de sa carrière, Kang Ling s'est engagé avec l'écurie slovaque ARC Bratislava afin de participer au championnat Asian Le Mans Series dans la catégorie LMP2 Am aux mains d'une Ligier JS P2. Le championnat s'est déroulé de la meilleure manière car l'équipage remporta 3 courses sur les 4 courses du championnat dans leur catégorie et ils remportèrent ainsi une invitation automatique pour les 24 Heures du Mans.
En 2019, comme lors de la saison précédente, Kang Ling a poursuivi son partenariat avec l'écurie slovaque ARC Bratislava afin de participer au championnat Asian Le Mans Series dans la catégorie LMP2 Am aux mains d'une Ligier JS P2.

### Résultats en monoplace
| Saison | Championnat                                 | Écurie             | Courses | Victoires | Pole positions | Meilleurs tours | Podiums | Points | Classement |
| ------ | ------------------------------------------- | ------------------ | ------- | --------- | -------------- | --------------- | ------- | ------ | ---------- |
| 2013   | Championnat de France de Formule 4          | Auto Sport Academy | 19      | 0         | 0              | 0               | 0       | 11     | 20e        |
| 2014   | Formula Renault 2.0 Alps                    | Koiranen GP        | 6       | 0         | 0              | 0               | 0       | 0      | 28e        |
| 2014   | Championnat d'Allemagne de Formule 3        | ADM Motorsport     | 5       | 0         | 0              | 1               | 0       | 0      | n.c        |
| 2014   | Championnat de Grande-Bretagne de Formule 3 | ADM Motorsport     | 5       | 0         | 0              | 0               | 0       | 5      | 17e        |
| 2014   | GP3 Series                                  | Trident Racing     | 2       | 0         | 0              | 0               | 0       | 0      | 28e        |
| 2015   | Championnat d'Europe de Formule 3           | Mücke Motorsport   | 24      | 0         | 0              | 0               | 0       | 0      | 38e        |
| 2015   | Euroformula Open                            | DAV Racing         | 4       | 0         | 0              | 0               | 0       | 0      | n.c        |
| 2016   | Euroformula Open                            | DAV Racing         | 6       | 0         | 0              | 0               | 0       | 0      | 24e        |
| 2016   | Championnat d'Espagne de Formule 3          | DAV Racing         | 2       | 0         | 0              | 0               | 0       | 0      | 20e        |
| 2018   | Championnat d'Asie de Formule 3             | Zen-Motorsport     | 3       | 0         | 0              | 0               | 0       | 12     | 18e        |

## Palmarès

### Asian Le Mans Series
| Année     | Écurie         | Châssis      | Moteur                      | Classe  | 1     | 2     | 3     | 4     | Points | Classement |
| --------- | -------------- | ------------ | --------------------------- | ------- | ----- | ----- | ----- | ----- | ------ | ---------- |
| 2018-2019 | ARC Bratislava | Ligier JS P2 | Nissan VK45DE 4.5 L V8 Atmo | LMP2 Am | SHA 2 | FUJ 1 | THA 1 | SEP 1 | 94     | 1re        |
| 2019-2020 | ARC Bratislava | Ligier JS P2 | Nissan VK45DE 4.5 L V8 Atmo | LMP2 Am | SHA   | BEN   | SEP   | BUR   | *      | *          |

N.B. * Saison en cours. Les courses en " gras  'indiquent une pole position, les courses en "italique" indiquent le meilleur tour de course.